# Miklós Murányi
Miklós Murányi (* 26. September 1943 in Kiskőrös, Ungarn; † 4. März 2025) war ein deutscher Orientalist und Islamwissenschaftler.

## Leben
Miklós Murányi studierte an der Rheinischen Friedrich-Wilhelms-Universität in Bonn und wurde 1973 mit der Dissertation Die Prophetengenossen in der frühislamischen Geschichte zum Doktor der Philosophie (Dr. phil.) promoviert. Anschließend lehrte er eine Zeit lang am Seminar für Orientalische Sprachen der Rheinischen Friedrich-Wilhelms-Universität Bonn.
Neben Artikeln in Arabica und der Zeitschrift der Deutschen Morgenländischen Gesellschaft veröffentlichte er Monografien über den Kalifen Abū Bakr, den Rechtsgelehrten Al-Mādschischūn und den Rechtsgelehrten Sahnūn ibn Saʿīd.
Von 1992 bis 1996 veröffentlichte er als Herausgeber vier Bände mit Schriften über die Koranwissenschaften und Koranexegese des ägyptischen Rechtsgelehrten ʿAbdallāh ibn Wahb, der von 743 bis 812 lebte.

## Schriften (Auswahl)
- Die Prophetengenossen in der frühislamischen Geschichte. Dissertation, Selbstverlag des Orientalischen Seminars der Universität, Bonn 1973, In: Bonner Orientalische Studien, Bd. 28, ISBN 978-3-447-01775-6.
- Bemerkungen zu einem Hadît des Yahyâ b. Sa’îd al-Ansârî – Die Problematik des Tayammum in der frühislamischen Überlieferung. In: Israel Oriental Studies, Bd. 5 (1975). Tel Aviv University. S. 129–141.
- Die Auslieferungsklausel des Vertrages von al-Ḥudaibiya und ihre Folgen. In: Arabica. 23 (1976), S. 275–295.
- Ein neuer Bericht über die Wahl des ersten Kalifen Abū Bakr. In: Arabica. 25 (1978), S. 233–260 (JSTOR:4056409).
- al-Balādhurīs Ansab al-Asraf und das Kitāb al-'Uyun wal-hada'iq fi ahbar al-haqa'iq (Bd. III.) In: Zeitschrift der Deutschen Morgenländischen Gesellschaft. Bd. 129 (1979), S. 98–103.
- Materialien zur mālikitischen Rechtsliteratur. Harrassowitz Verlag, Wiesbaden 1984, ISBN 3-447-02430-5.
- Ein altes Fragment medinensischer Jurisprudenz aus Qairawān. Aus d. Kitāb al-Ḥağğ d. ʿAbd-alʿAzīz b. ʿAbd-Allāh b. Abī-Salama al-Māğišūn (st. 164/780-81). Franz Steiner Verlag, Stuttgart 1985, ISBN 3-515-04179-6.
- Religiöse Literatur in arabischer Sprache. Fiqh. In: Helmut Gätje (Hrsg.): Grundriß der Arabischen Philologie. Bd. 2, Reichert Verlag. Wiesbaden 1987, ISBN 3-88226-145-5, S. 299–325.
- Ibn Isḥāq's Kitāb al-Maġāzī in der Riwāya von Yūnus b. Bukair. In: Jerusalem Studies in Arabic and Islam. 14 (1991), S. 214–275.
- ʿAbd Allāh b. Wahb; In: et al.: The Encyclopaedia of Islam. New Edition. Brill (Verlag), Leiden, Bd. 3, S. 393; M. Muranyi (1992), S. 17–42.
- ʿAbd Allāh b. Wahb, Miklos Muranyi (Hrsg.): Al-Muwaṭṭaʼ. Kitāb al-Muḥāraba. Harrassowitz Verlag, Wiesbaden 1992, ISBN 3-447-03284-7.
- ʿAbd Allāh b. Wahb, Miklos Muranyi (Hrsg.): Al-Ğāmiʿ. Die Koranwissenschaften. Harrassowitz Verlag, Wiesbaden 1992, ISBN 3-447-03283-9.
- ʿAbd Allāh b. Wahb, Miklos Muranyi (Hrsg.): Al-Ǧāmiʻ. Tafsīr al-Qurʾān. Die Koranexegese. Bd. 1,  Harrassowitz Verlag, Wiesbaden 1993, ISBN 3-447-03291-X.
- ʿAbd Allāh b. Wahb, Miklos Muranyi (Hrsg.): Al-Ǧāmiʻ. Tafsīr al-Qurʾān. Die Koranexegese. Bd. 2,  Harrassowitz Verlag, Wiesbaden 1996, ISBN 3-447-03688-5.
- Neue Materialien zur Tafsīr-Forschung in der Bibliothek von Qairawān. In: Stefan Wild (Hrsg.): The Quʼran as Text. Brill (Verlag), Leiden 1996, ISBN 90-04-10344-9.
- Beiträge zur Geschichte der Ḥadīṯ- und Rechtsgelehrsamkeit der Mālikiyya in Nordafrika bis zum 5. Jh. d.H. Bio-bibliographische Notizen aus der Moscheebibliothek von Qairawān. Harrassowitz Verlag, Wiesbaden 1997, ISBN 3-447-03925-6.
- Die frühere Rechtsliteratur zwischen Quellenanalyse und Fiktion. In: Islamic Law and Society. Vol. 2 (1997), S. 224–241 (JSTOR:3399495).
- Das Kitāb Aḥkām Ibn Ziyād. Über die Identifizierung eines Fragmentes in Qairawān (Qairawāner Miszellaneen V.)  In: Zeitschrift der Deutschen Morgenländischen Gesellschaft. Bd. 148 (1998), S. 241f.
- The First Muslims in Mekka. A Social Basis for a New Religion?  In: Uri Rubin (Hrsg.): The Life of Muḥammad. (The Formation of the Classical Islamic World. Bd.  4). Ashgate Variorum, Aldershot 1998, ISBN 0-86078-703-6, S. 95–104.
- Die Rechtsbücher des Qairawāners Saḥnūn b. Saʿīd. Entstehungsgeschichte und Werküberlieferung. Franz Steiner Verlag, Stuttgart 1999, ISBN 3-515-07311-6.
- Visionen des Skeptikers. In: Der Islam. Bd. 81, Heft 2 (2005), S. 206–217 (doi:10.1515/islm.2004.81.2.206).
- Sakatū ʿanhu. Ein Beitrag zur Ḥadīthkritik. In: Rüdiger Lohlker (Hrsg.):  Ḥadīthstudien – Die Überlieferungen des Propheten im Gespräch. Festschrift für Prof. Dr. Tilman Nagel. Verlag Dr. Kovač, Hamburg 2009, ISBN 978-3-8300-4193-1, S. 153–162.
- The emergence of holy places in early Islam: on the Prophet’s track. In: Jerusalem Studies in Arabic and Islam. Vol. 39 (2012), S. 165–172.
- The first compendium of Ibadi law. The Mudawwana by Abu Ghanim Bishr b. Ghanim al-Khurasani (= Studies on Ibadism and Oman. Vol. 14). Georg Olms Verlag, Hildesheim / Zürich 2018, ISBN 978-3-487-15678-1.